# Łask
Łask – miasto w województwie łódzkim, w powiecie łaskim, siedziba gminy miejsko-wiejskiej Łask i powiatu łaskiego. Jest położone na Wysoczyźnie Łaskiej, nad Grabią.
Według danych GUS z 31 grudnia 2020 r. miasto liczyło 16 925 mieszkańców.

## Położenie
Miasto Łask leży nad Grabią na Wysoczyźnie Łaskiej i w Kotlinie Szczercowskiej. Są one częścią Niziny Południowowielkopolskiej. Miasto leży 35 km od Łodzi i znajduje się w jednym z dwudziestu jeden powiatów ziemskich regionu. Niedaleko Łasku leżą jedne z największych miast województwa łódzkiego: Pabianice, Wieluń, Bełchatów, Zduńska Wola i Sieradz.
Pod względem historycznym Łask położony jest w dawnej ziemi sieradzkiej. W XI i XII w. tereny, na których powstał Łask, wchodziły w skład kasztelanii sieradzkiej. W XVI w. Łask znajdował się w powiecie szadkowskim pierwszego województwa sieradzkiego. W latach 1975–1998 miasto administracyjnie należało do woj. sieradzkiego.

## Toponimia
Nazwa pochodzi od słowa łaz, czyli miejsca lub uprawnego gruntu powstałego w wyniku wykarczowania i wypalania lasu w pierwotnej gospodarce wypaleniskowo-żarowej. Łaz-sko oznacza siedlisko lub osiedle leżące na łazach. Nazwa miejscowości utworzona została za pomocą przyrostka -sko. Obecna nazwa Łask w gramatycznym rodzaju męskim powstała w późniejszym okresie, co potwierdzają zapisy w źródłach historycznych. W dokumentach występowały formy zapisu: Łasko (1366, 1422, 1510) czy też Lasko, Laszko, Lassko. W przywileju z 1366 arcybiskupa Jarosława dla kościoła w Łasku, otrzymał on dziesięcinę ze wsi Łaska i Ogrodzona.

## Historia
Łask był wsią wzmiankowaną już w 1356 r. W połowie XIV wieku w Łasku istniał obronny dwór rodu Łaskich herbu Korab. Prawa miejskie otrzymał 27 września 1422 od polskiego króla Władysława Jagiełły. W 1517 rozpoczęto budowę kościoła w stylu gotyckim. W XVI wieku rozwinął się ośrodek rzemieślniczo-handlowy, lecz w połowie XVII wieku nastąpił upadek miasta, przyspieszony przez Potop szwedzki i epidemię zarazy. W 1666 zbudowano kościół Świętego Ducha. W 1749 Łask bardzo ucierpiał od pożaru. Na przełomie XVIII i XIX w. miasto stało się dużym skupiskiem Żydów. Po przegranej wojnie w obronie Konstytucji 3 maja i II rozbiorze Polski w 1793 Łask znalazł się w zaborze pruskim. Po pokoju w Tylży (1807) Łask włączono do Księstwa Warszawskiego, leżał w departamencie kaliskim, a po 1815 należał do województwa kaliskiego w Królestwie Polskim. W 1903 miasto uzyskało połączenie kolejowe. Na początku XX wieku powstały tu pierwsze zakłady przemysłowe.
W czasie okupacji niemieckiej podczas II wojny światowej, od końca 1940 do sierpnia 1942 w mieście funkcjonowało getto, w którym zgromadzono około 4 tysięcy Żydów z Łasku i okolicy. Podczas jego likwidacji wydzielono grupę 760 wykwalifikowanych robotników, których skierowano do getta łódzkiego, a pozostałych wywieziono do obozu zagłady Kulmhof (Chełmno nad Nerem), gdzie zostali zgładzeni.
Podczas wojny, w ówczesnej wsi Utrata k. Łasku (dziś rejon miasta), funkcjonował obóz Centrali Przesiedleńczej (Umwandererzentralstelle) dla Baltendeutschów z Litwy, Łotwy i Estonii przesiedlanych w ramach akcji Heim ins Reich na teren okupowanego przez Niemcy nazistowskie Kraju Warty w celu germanizacji tego terytorium.
Po II wojnie światowej rozwinął się przemysł odzieżowy i metalowy, w 1957 r, w pobliżu miasta ulokowano jednostkę wojsk lotniczych.

## Demografia

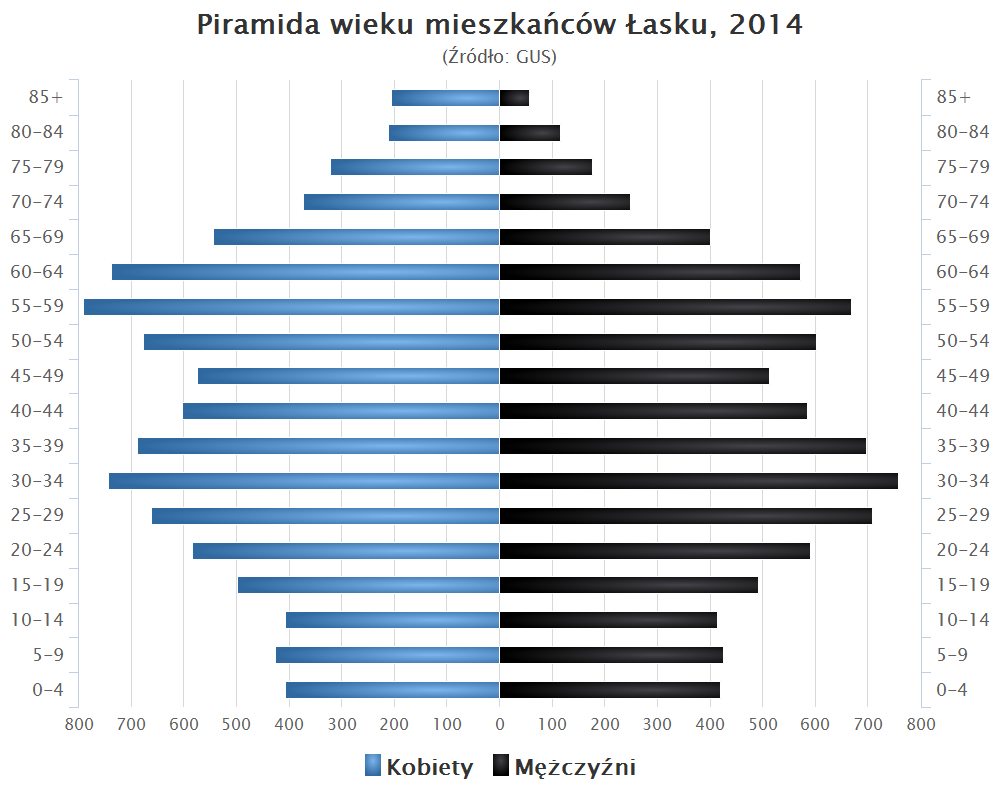
Piramida wieku mieszkańców Łasku w 2014 roku

## Zabytki
- kościół kolegiacki Nawiedzenia NMP i św. Michała Archanioła zbudowany w stylu późnogotyckim 1517–1523, przebudowany w stylu barokowym po 1749. Znajdują się w nim m.in. barokowe kaplice z XVII i XVIII w., alabastrowa płaskorzeźba Matki Bożej Łaskiej z końca XV w. autorstwa Andrei della Robbia, dar papieża Leona X dla Jana Łaskiego, koronowana 25 września 2005 przez Józefa Glempa koronami poświęconymi przez Jana Pawła II w Krakowie w 2002[14]; [nr rej.: 40 z 19.07.1967]
- drewniany kościół św. Ducha, wzniesiony w stylu barokowym w 1666; [nr rej.: 41 z 19.07.1967]
- park miejski z połowy XVIII w.; [nr rej.: 386 z 25.06.1990]
- dom, ul. Kościuszki 2, 1909; [nr rej.: 391 z 28.10.1991]
- murowane domy z XIX w.: ul. 11 Listopada 1, 2, 3, 6, 7; [nr rej.: 422-426 z 19.07.1967]

## Administracja
Od 1999 Łask stał się siedzibą powiatu. Jest też siedzibą gminy.
Podział administracyjny:
- Łask
- Kolumna – osada włączona w 1973

Struktura przestrzenna:
- Łask
  - centralna część śródmieścia
  - dwa zespoły terenów przemysłowo-składowych
  - tereny rozproszonej zabudowy jednorodzinnej
  - Batorego – osiedle mieszkaniowe
  - Mickiewicza – osiedle mieszkaniowe
  - Sobieskiego – osiedle mieszkaniowe
  - Wojskowe – osiedle mieszkaniowe
  - MON – osiedle mieszkaniowe
  - Zajączek – osiedle mieszkaniowe
  - Przylesie – osiedle mieszkaniowe włączone w latach 90.
- Łask-Kolumna
  - część północna
  - część południowa
  - zespół zabudowy na północ od torów kolejowych

## Transport

### Transport drogowy
W okolicy miasta przebiega droga ekspresowa:
- S8 Wrocław – Łask – Łódź – A1 – Warszawa – Białystok

Ponadto miasto przecinają drogi wojewódzkie:
- 473 Piotrków Trybunalski – Łask – Koło,
- 481 Łask – Wieluń,
- 482 Łódź – Pabianice – Dobroń – Łask – Sieradz – Złoczew – Wieruszów
- 483 Łask – Częstochowa.

Do połowy lat 80. w mieście swój początek miała droga międzynarodowa T12, o relacji: Łask (E12) – Piotrków Trybunalski – Radom – Puławy – Lublin – Chełm – Dorohusk.

### Transport kolejowy
W położonym w północnej części miasta (sąsiedztwo wsi Wiewiórczyn) niewielkim węźle kolejowym Łask krzyżują się linie:
- 14 Łódź – Łask – Zduńska Wola – Kalisz – Leszno – Żagań – granica państwa,
- Łask – Zelów (nieczynna, obecnie bocznica prowadząca do 32. Bazy Lotnictwa Taktycznego).

Istnieje możliwość dojazdu pociągiem z Łasku do Sieradza, Łodzi, Zduńskiej Woli, Kalisza, Poznania, Warszawy, Ostrowa Wielkopolskiego, Wrocławia i Szczecina. Dużą rolę odgrywa również komunikacja autobusowa.

### Komunikacja autobusowa

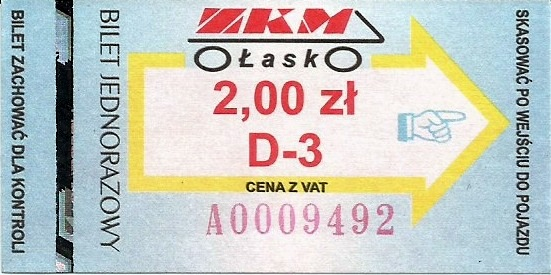
Bilet jednorazowy ulgowy ważny na linii C lub D (na tych liniach bilety na I i III strefę są te same, ZKM Łask nigdy nie wprowadził do sprzedaży biletu, typu: C-3)

W okresie międzywojennym w Łasku działali prywatni przewoźnicy autobusowi kursujący na trasie Łask-Pabianice-Łódź, oraz Łask-Zelów. Po wojnie komunikacja międzymiastowa była realizowana przez Państwową Komunikację Samochodową. W Łasku istniała zajezdnia autobusowa PKS, funkcjonująca do 2020 roku.
W latach 1960-1963 w mieście działała prywatna komunikacja miejska na trasie Rynek - Dworzec PKP. Od jesieni 1964 roku państwową komunikację miejską realizuje Miejski Zakład Gospodarki Komunalnej i Mieszkaniowej. W latach siedemdziesiątych rozwinięto sieć o linie 1 (Łask –  Kolumna), 2 (Łask – Gorczyn) i 3 (Łask – Ostrów).  W związku ze zmianami administracyjnymi, od 1 marca 1978 roku komunikację miejską w Łasku prowadził Zakład Komunikacji Miejskiej w Sieradzu (później pod nazwą Przedsiębiorstwo Komunikacji Miejskiej w Sieradzu). Do wyodrębnienia miejskiej spółki ZKM Łask doszło 1 sierpnia 1991 roku. Aktualnie autobusy kursują na liniach:
1: Łask (Dworzec PKP) – Okup Wielki – Łask – Kolumna – Wronowice
2: Łask (ul. 9 Maja) – Sięganów
3: Łask (pl. 11 Listopada) – Ostrów, część kursów dalej na trasie Teodory – Gucin (nie kursuje w wakacje, kursuje w dni robocze)
4: Łask (ul. 9 Maja) – Wrzeszczewice, oraz Łask (ul. 9 Maja) – Stryje Paskowe
5: Łask (Dworzec PKP) – Przylesie (Jodłowa/Orzechowa)
B: Łask-Przylesie (Jodłowa/Orzechowa) – Zduńska Wola (Sieradzka/Mostowa)
C: Łask (Warszawska/Szpital) – Zelów (pl. Dąbrowskiego)
D: Łask (Dworzec PKP) – Pabianice (Sikorskiego/Partyzancka)

## Kultura i sztuka
Przy Bibliotece Publicznej w Łasku istnieje Muzeum Historii prezentujące historię miasta oraz organizujące wystawy sztuki regionalnej. Działa również Łaski Dom Kultury organizujący przedstawienia teatralne, wystawy oraz zajęcia artystyczne. W klubie garnizonowym „Muza” odbywają się liczne zajęcia artystyczne w tym próby zespołów, jak np. Redrum.

## Ochrona przyrody
W granicach miasta znajdują się liczne formy ochrony przyrody:
- Obszar Chronionego Krajobrazu Dolina Środkowej Grabi
- Zespół Przyrodniczo-Krajobrazowy „Dolina Grabi”
- Zespół Przyrodniczo-Krajobrazowy „Kolumna-Las”

Ponadto w parku miejskim im. Rodu Łaskich znajduje się 10 drzew będących pomnikami przyrody. Najokazalszym jest wiąz szypułkowy o obwodzie 594 cm i wysokości 28 m (2013), rosnący na granicy parku, przy drodze krajowej. Wiek drzewa szacuje się na 250–300 lat.

## Wspólnoty wyznaniowe

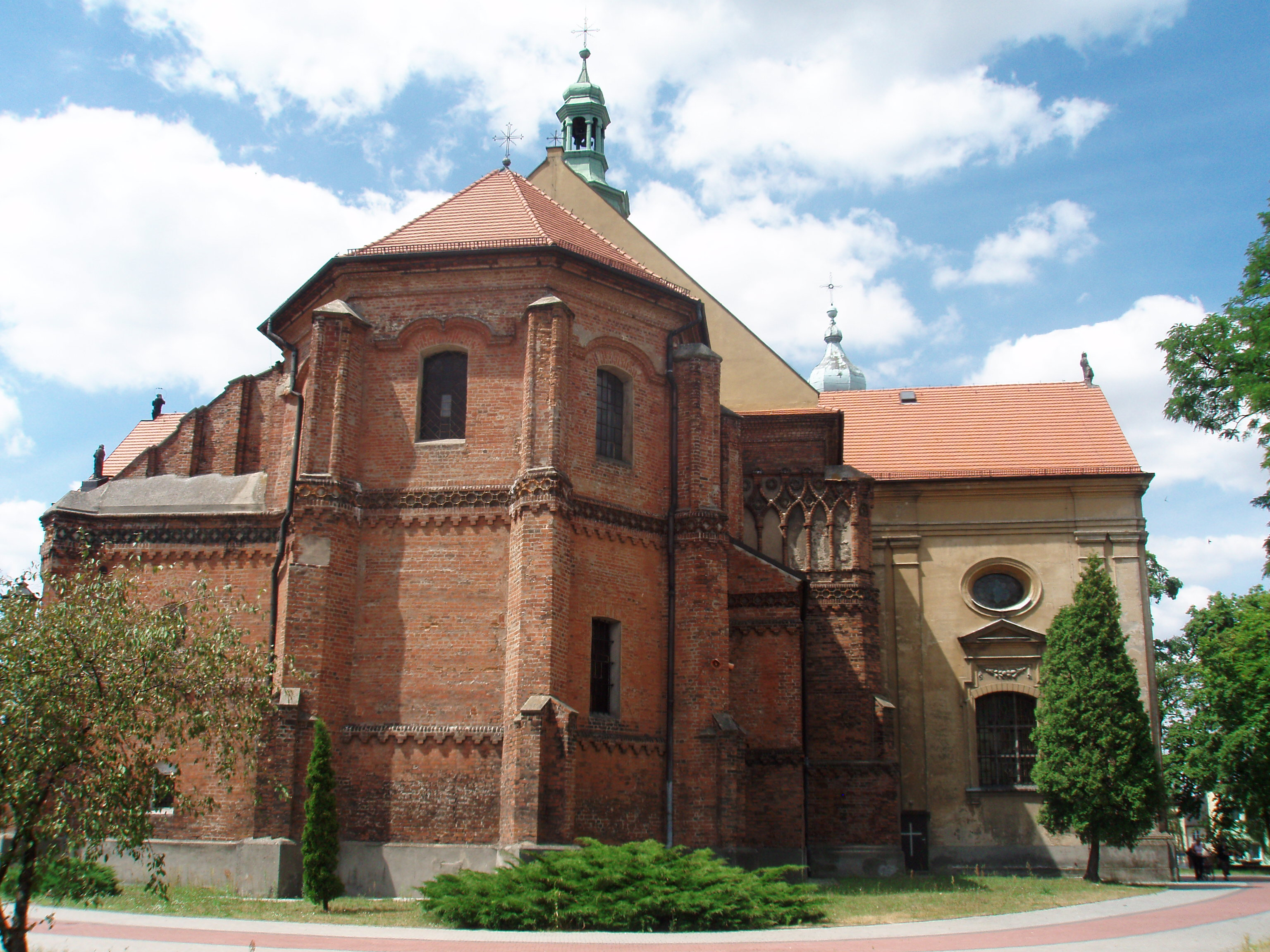
Kolegiata Niepokalanego Poczęcia NMP i św. Michała Archanioła – tylna część w stylu gotyckim

Na terenie miasta działalność religijną prowadzą następujące Kościoły i związki wyznaniowe:
- Kościół rzymskokatolicki[20]:
  - parafia św. Faustyny Kowalskiej
  - parafia Niepokalanego Poczęcia Najświętszej Maryi Panny i św. Michała Archanioła
  - parafia Wniebowzięcia Najświętszej Maryi Panny (Kolumna)
  - parafia wojskowa św. Rafała Archanioła
    - Kościół św. Ducha w Łasku
- Kościół ewangelicko-augsburski:
  - parafia w Łasku[21]
- Świadkowie Jehowy:
  - zbór Łask (Sala Królestwa ul. Narutowicza 16)[22]

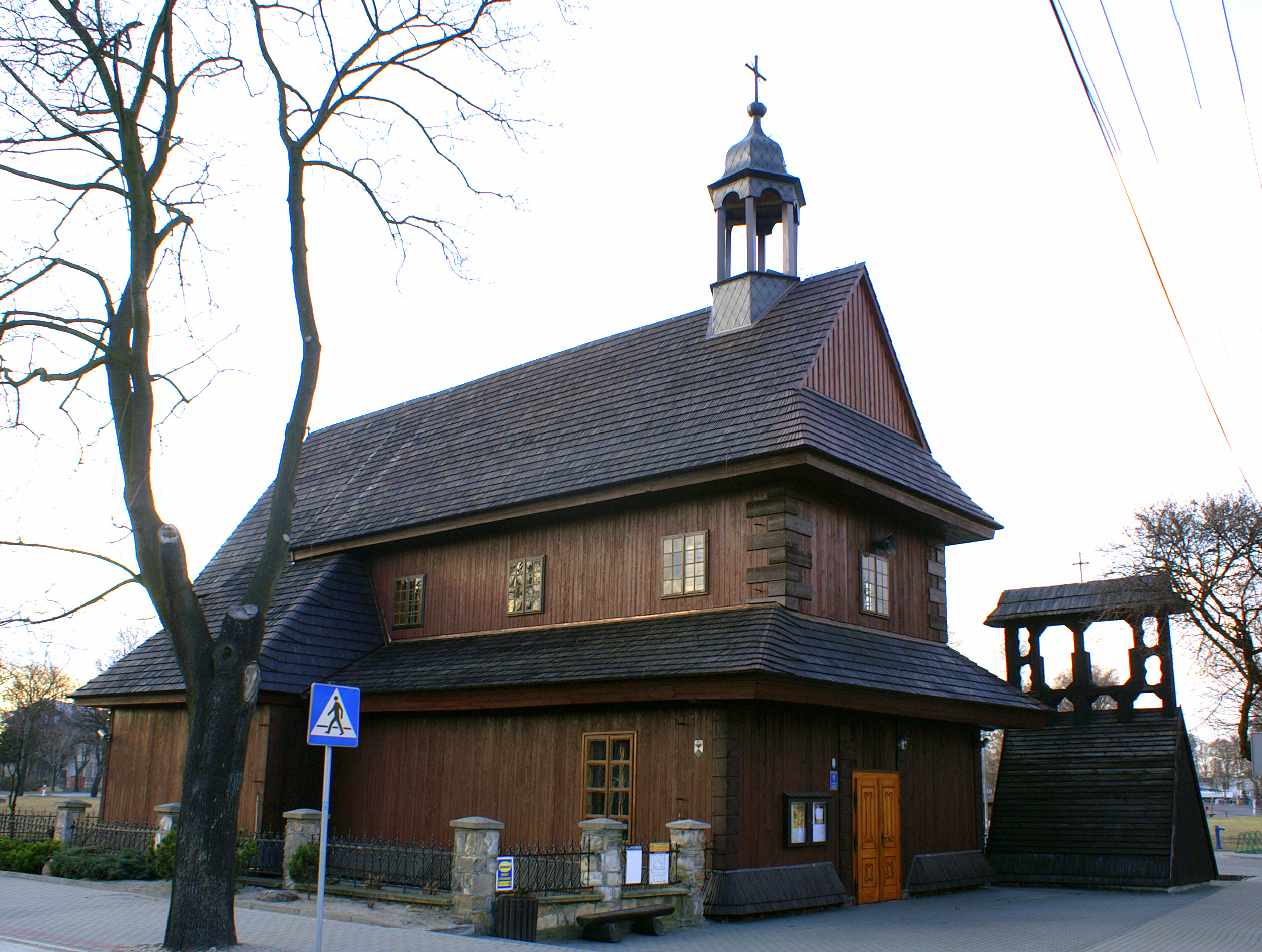
Kościół św. Ducha z 1666

## Sport i rekreacja
Dostępne ośrodki sportu i rekreacji:
- Centrum Sportu i Rekreacji:
  - Boisko przy ul. Armii Krajowej 5a
  - Miejska Pływalnia Kryta w Łasku przy ul. Szkolnej 2
  - Kąpielisko Miejskie w Łasku przy ul. Armii Krajowej 75
  - Kompleksu boisk sportowych „Orlik 2012” przy ul. Szkolnej
- Szlaki turystyczne (piesze i rowerowe)
- Spływy kajakowe rzeką Grabią

## Łask jako garnizon wojskowy
W mieście znajduje się jednostka wojskowa, a w okolicach 32 baza lotnicza oraz inne obiekty wojskowe.
Jednostki stacjonujące po 1945:
- 10 Eskadra Lotnictwa Taktycznego
- 32. Baza Lotnicza

Na bazie tych jednostek powstała 32 Baza Lotnictwa Taktycznego.
Od 2018 roku w mieście istnieje batalion lekkiej piechoty 9. Łódzkiej Brygady Obrony Terytorialnej

## Współpraca międzynarodowa
Miasta i gminy partnerskie:
- Dannenberg (Elbe), Niemcy
- Łohojsk, Białoruś